# Čtečka čárového kódu

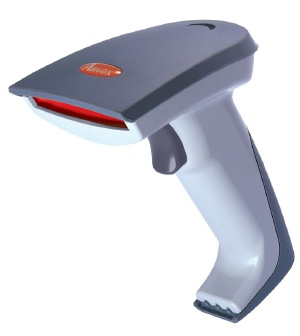
Ruční skener používaný převážně v obchodech.

Čtečka čárového kódu (nebo skener čárového kódu) je elektronický přístroj, který umožňuje číst a vysílat data z čárového kódu do počítače. Stejně jako plošný skener je i čtečka čárového kódu složena ze zdroje světla, čočky světelného senzoru, který překládá optické impulzy do elektronických. Skoro všechny čtečky obsahují i dekodér. Obvod analyzuje obrazová data čárového kódu opatřená senzorem a poslána s čárovými daty do skenerového výstupního portu.

## Rozdělení pod technologií

### Tužkové skenery
Tužkové skenery jsou složeny ze zdroje světla a fotodiody, které jsou umístěny vedle sebe na konci čtečky. Ke čtení čároveho kódu musí člověk držící čtečku posouvat prostor mezi jednotlivými čarami kódu určitou rychlosti. Fotodioda určuje intenzitu světla reflektující se ze zdroje světla jako prostor mezi čárou a místem v kódu. Fotodioda vytváří vlnu, která měří šířku čar a volných míst mezi nimi. Černé čáry absorbují světlo a bílá místa odráží světlo, takže napětí vlny vytvořené fotodiodou je reprezentace čárového a místního vzoru kódu, tato vlna je dekódována skenerem na způsob podobný tečkám a pomlkám v Morseově abecedě i jejich dekódaci.

### Laserové skenery
Laserové skenery pracují na stejném principu jako tužkové skenery kromě toho, že používají světelný paprsek jako zdroj světla a vytváří vzájemné zrcadlo nebo rotační hranol, aby oskenovaly laserový paprsek zpět. Stejně jako u tužkové čtečky fotodioda je užívána k měření intenzity světla odraženého zpět z čárového kódu. V obou případech je světlo vyslané čtečkou rapidně různé v zářivosti s datovým vzorcem. Přijímač fotodiody je designován tak, aby detekoval jen signály se stejně modulovanými vzorci.

### CCD čtečky
CCD čtečky (také známé jako LED čtečky) používají pole z tisíců malých světelných senzorů srovnaných v řadě ve hlavě čtečky. Každý senzor měří intenzitu světla hned před ní. Každý individuální senzor v CCD čtečkách je extrémně malý z důvodu stovek senzorů umístěných v řadě. Napěťový vzorec identický se vzorcem v čárovém kódu, je generován ve čtečce díky sekvencovanému měření napětí mezi každým senzorem v řadě. Významný rozdíl mezi CCD a tužkovými nebo laserovými čtečkami je ten, že CCD čtečky měří výstupní emitující světlo z čárového kódu, zatímco tužkové nebo laserové skenery měří odražené světlo se specifickou frekvencí, která pochází ze skeneru samotného.

### Kamerové čtečky
Dvoudimenzionální obrazové skenery jsou novější typ čteček čárového kódu, jsou využívány v kamerách a projektorech k dekódování čárového kódu.

### Video-kamerové čtečky
Video-kamerové čtečky používají malé videokamery se stejnou CCD technologií jako u CCD čteček, ale místo jedné řady senzorů má videokamera stovky řad se senzory uspořádané ve dvoudimensionálním paprsku, takže mohou generovat obraz.

### Čtečky s vysokým polem rozhledu
Používají se průmyslové kamery s vysokým rozlišením, aby zachytily více čárových kódů zároveň. Všechny čárové kódy objevené na fotografii se dekódují instantně (IMmageID patenty a nástroje na výrobu kódu) nebo díky použití pluginů (př. BARCOPEDIA užívala flash aplikace a několik webových kamer pro dotazovací databáze) byly realizovány úpravy možností pro řešení daných úkolů.

### Všesměrové snímače čárového kódu
Všesměrové snímání čárového kódu používá sérii rovných a zakřivených skenových čar z různých směrů ve formě „hvězdokupy“ (starburst), „Lissajousův vzorec“ nebo ostatní více úhlové uspořádání, jsou promítnuty na symbol a jeden nebo více z nich bude schopen protnout všechny čáry a prostory symbolu bez ohledu na směr. Téměř všichni používají laser. Na rozdíl od jednodušších jednorázových laserových skenerů vytvářejí vzorek paprsků v různých směrech, což jim umožňuje číst čárové kódy, které se jim podávají v různých úhlech. Většina z nich používá jedno otočné mnohoúhelníkové zrcadlo a uspořádání několika pevných zrcadel, které generují složité skenovací vzory.
Všesměrové skenery jsou nejlépe známé prostřednictvím horizontálních skenerů v supermarketech, kde jsou balíčky taženy přes sklo nebo zafírové okno. K dispozici je řada různých všesměrových jednotek, které lze použít pro různé aplikace pro skenování, od maloobchodních typů až po čárové kódy čtené jenom několik centimetrů od skeneru až po průmyslové skenování, kde může být jednotka pár metrů nebo více vzdálená od kódu. Všesměrové skenery jsou také lepší při čtení špatně tištěných, ohlých nebo dokonce roztrhaných čárových kódů.

### Kamery mobilních telefonů
Zatímco kamery pro mobilní telefony bez automatického zaostření nejsou ideální pro čtení některých běžných formátů čárových kódů, existují 2D čárové kódy, které jsou optimalizovány pro mobilní telefony, stejně jako kódy QR kódů (Quick Response) a datové matice, které lze číst rychle a přesně s automatickým ostřením nebo bez něj. Kamery mobilních telefonů poskytují řadu aplikací pro spotřebitele (katalogy filmů DVD / VHS, CD katalogy - přehrávání MP3 při skenování, katalogy knih, potraviny, informace o výživě, nákupní seznamy při používání seznamu položek atd.). Spotřebitelé mohou snadno importovat data do „personal finance“, inventáře majetku a softwaru pro správu potravin. Recepty naskenované na skeneru mohou být automaticky identifikovány a přiřazeny k příslušným položkám v softwaru pro inventarizaci financí a majetku.
Sledování spotřebitelů z pohledu maloobchodního prodejce (například programy věrnostních karet, které sledují nakupování spotřebitelů v místě prodeje tím, že je skenují QR kód): Zobrazuje se řada podnikových aplikací, které používají mobilní telefony - Kontrola přístupu (například ověření lístku na místech), přehledy inventáře (například sledování dodávek), sledování majetku (například proti padělání).

### Smartphony
Smartphony mohou používat čtečku v mobilním operačním systému Google prostřednictvím aplikace Google Goggles. Operační systém Nokia Symbian je vybaven snímačem čárových kódů, který dokáže číst čárové kódy, zatímco barcode je čtečka čárových kódů pro operační systém Maemo. V zařízení Apple iOS není čtečka čárových kódů automaticky zahrnuta, ale je k dispozici více než padesát bezplatných nebo placených aplikací s možností skenování a pevným propojením s URI. S výrobcem BlackBerry lze skenovat s pomocí aplikace App World. Windows Phone 8 dokáže skenovat čárové kódy prostřednictvím vyhledávací aplikace Bing.

## Design čteček
Čtečky čárových kódů lze rozlišovat podle designu na:
- Ruční skener – S rukojetí a obvykle spouštěcím tlačítkem pro zapnutí světelného zdroje.
- Tužkový skener – Skener ve tvaru tužky.
- Stacionární skener – Připevněný na zdi nebo stole, u kterého se čárový kód snímá pod nebo vedle. Ty se běžně nacházejí na pokladnách supermarketů a jiných maloobchodních prodejnách.
- Pevný skener – Průmyslová čtečka čárových kódů používaná k identifikaci výrobků během výroby nebo logistiky. Často se používá na pásových dopravních pásech k identifikaci kartonů nebo palet, které musí být směrovány do jiného procesu výroby nebo místa přepravy. Další aplikace spojuje holografické skenery s kontrolní vážící částí pro čtení čárových kódů libovolneho směru nebo umístění a vážení balíčků. Takové systémy se používají v továrně a zemědělské automatizaci pro řízení jakosti a přepravu.
- PDA skener (nebo Auto-ID PDA) – PDA se zabudovanou čtečkou čárového kódu nebo připojeným snímačem čárových kódů.
- Automatická čtečka – Back office vybavení pro čtení čárových kódů při vysokých rychlostech (50 000 / hodina).
- Bezdrátový skener (wifi skener) – Bezdrátový skener čárových kódů je ovládán baterií uvnitř a není připojen k elektrické síti, přenos dat je sdílen pomocí mikrovln.

## Vlastní rozhraní
Starší čtečky čárových kódů, všech formátů, téměř univerzálně používaly běžné sériové rozhraní RS-232. Jednalo se o elektricky jednoduchý způsob připojení a software pro přístup k němu bylo také poměrně jednoduché, i když musel být napsán pro konkrétní počítače a jejich sériové porty.
Existuje několik dalších méně běžných rozhraní. Ty se používaly ve velkých systémech EPOS se specializovaným hardwarem, spíše než připojením k existujícím komoditním počítačům. V některých těchto rozhraních skenovací zařízení vrátilo „surový signál“, který byl úměrný intenzitě zaznamenané při skenování čárového kódu. Toto bylo pak dekódováno hostitelským zařízením. V některých případech skenovací zařízení převedlo symboliku čárového kódu na kód, který mohl rozpoznat hostitelské zařízení, například kód 39. Klíčenka (např. PS/2).

### Porty klávesnice a myši
S popularitou počítače a jeho standardním klávesovým rozhraním bylo stále snadnější připojit fyzický hardware k počítači, takže komerční poptávka byla samozřejmě snížena složitostí přidruženého softwaru. Hardware „keyboard wedge“ připojený mezi portem PS/2 a klávesnicí, přičemž znaky skeneru čárových kódů se objevovaly přesně tak, jako kdyby byly napsány na klávesnici. To způsobilo přidání jednoduchých schopností čtení čárových kódů do stávajících programů aniž by bylo nutné je měnit, ačkoli to vyžadovalo nějakou péči uživatele a mohlo to být restriktivní v obsahu čárových kódů, které mohly být zpracovány.

### USB
Pozdější čtečky čárových kódů začaly používat konektory USB spíše než port klávesnice, protože se staly vhodnější možností hardwaru. Chcete-li udržet snadnou integraci s existujícími programy, mohl by být použit ovladač zařízení nazývaný „software wedge“, který by napodoboval chování klávesnice v podobě starého hardware „keyboard wedge“. V mnoha případech je k dispozici výběr typů rozhraní USB (HID, CDC). Některé mají PowerUSB.

### Bezdrátová síť
Některé moderní ruční čtečky čárových kódů lze provozovat v bezdrátových sítích podle IEEE 802.11g (WLAN) nebo IEEE 802.15.1 (Bluetooth). Některé čtečky čárových kódů také podporují rádiové frekvence, viz 433 MHz nebo 910 MHz. Čtecí zařízení bez externích zdrojů energie vyžadují, aby se jejich baterie nabíjela příležitostně, což může způsobit, že jsou pro některé účely nevhodné.

## Rozlišení
Rozlišení skeneru se měří podle velikosti bodu světla vyzařovaného čtečkou. Je-li tento bod světla širší než libovolný sloupec nebo čára čárového kódu, překryje dva prvky (dvě mezery nebo dvě čáry) a může způsobit nesprávný výstup. Na druhou stranu, pokud se použije příliš malá tečka světla, pak může špatně interpretovat jakékoli místo na čárovém kódu, což způsobí špatný konečný výstup.
Nejčastěji používaný rozměr je 13 thou (thou = tisícina palce; 0,013 palce nebo 0,33 mm), ačkoli některé skenery mohou číst kódy o rozměrech menší než 3 thou (0,003 palce nebo 0,075 mm). Většina výrobců inzeruje rozlišení čárových kódů v milionech, což je s tisky zaměnitelné. Menší čárové kódy musí být vytištěny ve vysokém rozlišení, aby byly přesně čteny.